# Sage Sharp
Sage Sharp (anciennement Sarah Sharp) est une personnalité qui exerce le métier d'ingénieur en logiciel qui a travaillé sur le noyau Linux, notamment en siégeant au conseil consultatif technique de la Linux Foundation pendant deux ans.
Sage Sharp est non binaire et utilise les pronoms « they » et « them », ce qui, en France, correspond à iel.

## Biographie

### Enfance et éducation
Sage Sharp a grandi à Rainier, Oregon et a fréquenté l'Université d'État de Portland en tant que premier cycle. Pendant son séjour à l'Université d'État de Portland, Sage Sharp a travaillé sur le noyau Linux pour des crédits électifs seniors.

### Carrière dans les logiciels libres
Sage Sharp a commencé à travailler sur le noyau Linux en 2006 tout en étudiant à l'Université d'État de Portland, puis grâce à une bourse de recherche de premier cycle d'Intel. Les contributions de Sage Sharp au noyau incluent l'écriture et la maintenance de son pilote USB 3.0,. En 2015, Sage Sharp a recommandé que le projet Linux adopte un code de conduite pour les développeurs et développeuses Linux. Au lieu de cela, Linus Torvalds a adopté un « code de conflit »,. Sage Sharp a démissionné du travail direct sur le noyau le 5 octobre 2015, en citant le style de communication abrasif et les « commentaires abusifs [sur les correctifs soumis] » de la communauté des responsables,,,.
Sage Sharp était une personne co-coordinatrice bénévole du projet Outreachy, et a dirigé une équipe contribuant au noyau Linux pour les stages de juin 2013 du projet. Par l'intermédiaire de leur cabinet de conseil Otter Tech LLC, Sage Sharp travaille avec Outreachy à titre rémunéré, offrant une formation sur l'application du code de conduite et des ateliers de réponse aux incidents,.
Sage Sharp a remporté le premier prix annuel de la communauté Red Hat Women in Open Source en 2015 pour « ses efforts visant à améliorer les communications et à inviter les femmes dans les communautés open source » et le prix O'Reilly Open Source 2016 pour ses réalisations dans la communauté open source.